# Остров Преображения
Остров Преображения — небольшой остров в Хатангском заливе моря Лаптевых, в 15 км севернее острова Большой Бегичев. Административно относится к Республике Саха (Якутия).

## География
Остров имеет вытянутую форму, вытянут с севера на юг. Южная оконечность острова сужается и переходит в песчаную косу. Западный изгиб этой косы образует бухту Неупокоева. Длина — 7 км, ширина — 2,5 км, общая площадь — около 12 км²
Высота острова — до 77 м. Восточный берег скалистый и крутой. Остров покрыт болотами, имеются 4 небольших озера. Крайние точки: северная — мыс Норд, южная — мыс Южная коса.

## История
Остров Преображения был открыт в августе 1736 года лейтенантом Василием Прончищевым во время Великой Северной экспедиции. Через три года Харитон Лаптев, ставший капитаном судна после смерти Прончищева, дал острову его современное имя.
В 1878 году остров посетила экспедиция Адольфа Эрика Норденшельда. Измеренная Оскаром Нордквистом высота восточного берега составила 300 футов (ок. 91,4 м).
В 1913 году остров обследовали офицеры ледокольных пароходов «Таймыр» и «Вайгач», позднее — гидрографы Лено-Хатангской экспедиции Главного управления Северного морского пути, которые в 1934 году основали полярную станцию «Остров Преображения».
В прошлом остров назывался Встречный, служил ориентиром для судов, проходящих по Северному морскому пути.
С августа 1947 года по август 1950 года на острове работал коллектив в следующем составе:
- Фёдоров Н. В. — начальник станции, радист;
- Фёдорова К. Н. — метеоролог;
- их дочь Лена (1944 года рождения);
- Ковров Н. И. — механик;
- Прохоренко В. А. — радист;
- Смирнов В. П. — метеоролог;
- Смирнова М. Ф. — повар.

Метеонаблюдения на станции проводились 6 раз в сутки, а во время навигации иногда и ежечасно. Метеосводки и телеграммы передавались на радиоцентры «Мыс Нордвик» и «Мыс Челюскин». Проводилась радиосвязь (дача пеленга) проходившим судам и самолётам, проводившим ледовую разведку.
На остров один раз в год приходило судно, доставлявшее письма, продукты питания (мука, крупы, масло, сахар, рыбные и мясные консервы, др.) и уголь для отопления.
Средством транспортировки служили две собачьи упряжки, на которых привозили плавник для дров, лёд для воды, ездили на радиоцентр «Мыс Нордвик» и полярную станцию «Бухта Прончищева».
В то время остров часто навещали белые медведи, а на косе моржи устраивали лежбище. Весной прилетали и гнездились кайры, гуси, утки, белые куропатки. Охота (моржи, куропатки, гуси, утки), сбор яиц кайры и рыбная ловля (омуль, голец, муксун) были существенным подспорьем в рационе питания зимовщиков.